# HMAS Arunta (I30)
HMAS Arunta (I30/D5/D130) là một tàu khu trục lớp Tribal của Hải quân Hoàng gia Australia. Được đặt theo tên người Arrernte bản địa của Australia, nó được đặt lườn năm 1939 và nhập biên chế cùng Hải quân Hoàng gia Australia vào năm 1942. Arunta đã chiến đấu trong giai đoạn sau của Chiến tranh Thế giới thứ hai, thoạt tiên như một tàu tuần tra và hộ tống, rồi trong nhiệm vụ bắn phá bờ biển và hỗ trợ các cuộc đổ bộ khi được phối thuộc cùng Đệ Thất hạm đội Hoa Kỳ; từng đánh chìm tàu ngầm Nhật Bản RO-33 ngoài khơi Port Moresby vào ngày 24 tháng 8 năm 1942, và được tặng thưởng năm danh hiệu Vinh dự Chiến trận (cùng một danh hiệu khác sau đó bị rút lại). Sau chiến tranh, nó từng hai lần được bố trí đến Nhật Bản trong thành phần Lực lượng Chiếm đóng khối Thịnh vượng chung Anh.
Con tàu trải qua một đợt hiện đại hóa kéo dài từ năm 1949 đến năm 1952, và được xếp lại lớp như một tàu khu trục chống tàu ngầm. Sau khi cải biến, Arunta phục vụ tại vùng biển Triều Tiên sau khi đạt được thỏa thuận ngừng bắn kết thúc cuộc xung đột, rồi trở thành một trong những tàu chiến Australia đầu tiên phục vụ cùng lực lượng Dự bị Chiến lược Viễn Đông. Nó được đưa về lực lượng dự bị vào cuối năm 1956, và bị bỏ không trong mười hai năm. Đến năm 1968, nó bị bán để tháo dỡ, nhưng không bao giờ được tháo dỡ bị đắm trên đường kéo đi ngoài khơi vịnh Broken vào ngày 13 tháng 2 năm 1969.

## Thiết kế và chế tạo
Được đặt tên theo người Arrernte, một sắc tộc bản địa Australian, Arunta được Ủy ban Hải quân đặt hàng vào tháng 1 năm 1939, và được đặt lườn tại xưởng tàu của hãng Cockatoo Docks and Engineering Company Ldt. ở Sydney, New South Wales vào ngày 15 tháng 11 năm 1939. Nó là chiếc đầu tiên trong số ba tàu khu trục lớp Tribal của Australia.
Chiếc tàu khu trục được hạ thủy vào ngày 30 tháng 11 năm 1940, được đỡ đầu bởi Lady Zara Gowrie, phu nhân Toàn quyền Australia, nhưng bị kẹt lại nửa chừng trên triền đà, khiến buổi lễ hạ thủy chỉ kết thúc vào ngày hôm sau. Hoàn tất với chi phí 500.000 Bảng Australia, Arunta được nhập biên chế cùng Hải quân Hoàng gia Australia vào ngày 30 tháng 3 năm 1942, đúng một tháng trước khi mọi công việc trên con tàu hoàn tất.

### Vũ khí và cảm biến
Vào lúc hoàn tất, chiếc tàu khu trục được trang bị sáu pháo QF 4,7 inch (120 mm) trên ba tháp pháo nòng đôi; hai pháo QF 4 inch (101,6 mm) Mk. XVI trên một tháp pháo nòng đôi, sáu khẩu 20 mm Oerlikon phòng không nòng đơn, một khẩu đội QF 2 pounder "pom pom" bốn nòng, một dàn ống phóng ngư lôi 21 inch (530 mm) gồm bốn ống, và hai máy phóng mìn sâu với tổng cộng 46 quả mìn được mang theo. Dàn radar của Arunta bao gồm một bộ SG1, một bộ SG4, một bộ 285P4 và một bộ 253P.
Vào tháng 9 năm 1945, cả sáu khẩu pháo Oerlikon được thay thế bằng pháo Bofors 40 mm phòng không nòng đơn. Trong đợt hiện đại hóa bắt đầu từ năm 1949, khẩu pháo 4,7 inch phía đuôi cùng các máy phóng mìn sâu được tháo dỡ, lấy chỗ để trang bị súng cối chống tàu ngầm Squid. Pháo QF 2 pounder phòng không bốn nòng được thay bằng pháo Bofors 40 mm nòng đôi. Bộ radar cũng được nâng cấp, đòi hỏi phải thay thế cột ăn-ten ba chân bằng kiểu dạng lưới chắc chắn hơn.

## Lịch sử hoạt động

### Thế Chiến II
Arunta được đưa ra hoạt động vào ngày 17 tháng 5 năm 1942, khởi đầu bằng các cuộc tuần tra chống tàu ngầm ngoài khơi New South Wales. Hoạt động này bao gồm một cuộc truy tìm đặc biệt dựa trên việc chiếc tàu Nga Wellen phát hiện và tấn công một vào ngày 16 tháng 5, khi các tàu khu trục Arunta, USS Perkins và HNLMS Tromp truy lùng tàu ngầm đối phương không có kết quả. Vào ngày 18 tháng 5, cùng với Tromp, nó hộ tống đoàn tàu vận tải "ZK.8" rời Sydney, bao gồm các tàu Hà Lan Bantam, Bontekoe, Van Heemskerk và Van Heutsz để đi đến Port Moresby, với 4.735 binh lính thuộc Lữ đoàn Bộ binh 14 Australia trên tàu.
Một tháng sau, chiếc tàu khu trục được giao nhiệm vụ hộ tống vận tải dọc theo bờ biển Australia, rồi bắt đầu hộ tống các đoàn tàu đi đến New Guinea vào đầu tháng 8. Trong vai trò này, Arunta lần đầu tiên tham gia chiến đấu khi nó tấn công và đánh chìm chiếc tàu ngầm kiểu Kaichū ’'RO-33 ngoài khơi Port Moresby vào ngày 24 tháng 8 năm 1942, làm thiệt mạng toàn bộ 42 thành viên thủy thủ đoàn trên tàu. Đến tháng 1 năm 1943, nó tham gia triệt thoái lính du kích Đồng Minh khỏi Timor trước khi quay trở lại nhiệm vụ hộ tống vận tải. Nó được tách khỏi nhiệm vụ hộ tống vận tải vào tháng 5 năm 1943, và trải qua một đợt tái trang bị ngắn trước khi gia nhập Lực lượng Đặc nhiệm 74.
Arunta tham gia cuộc đổ bộ trong khuôn khổ Chiến dịch Chronicle, rồi được cho tách khỏi Lực lượng Đặc nhiệm 74 vào tháng 7, quay trở về vùng biển để tuần tra, hộ tống, rồi được tái trang bị trước khi gia nhập trở lại lực lượng đặc nhiệm tại Brisbane vào ngày 29 tháng 10 năm 1943. Vào ngày 5 tháng 11, lực lượng đặc nhiệm, bao gồm HMAS Australia, HMAS Shropshire, USS Ralph Talbot, HMAS Warramunga, Arunta và USS Helm, có mặt tại vịnh Milne.

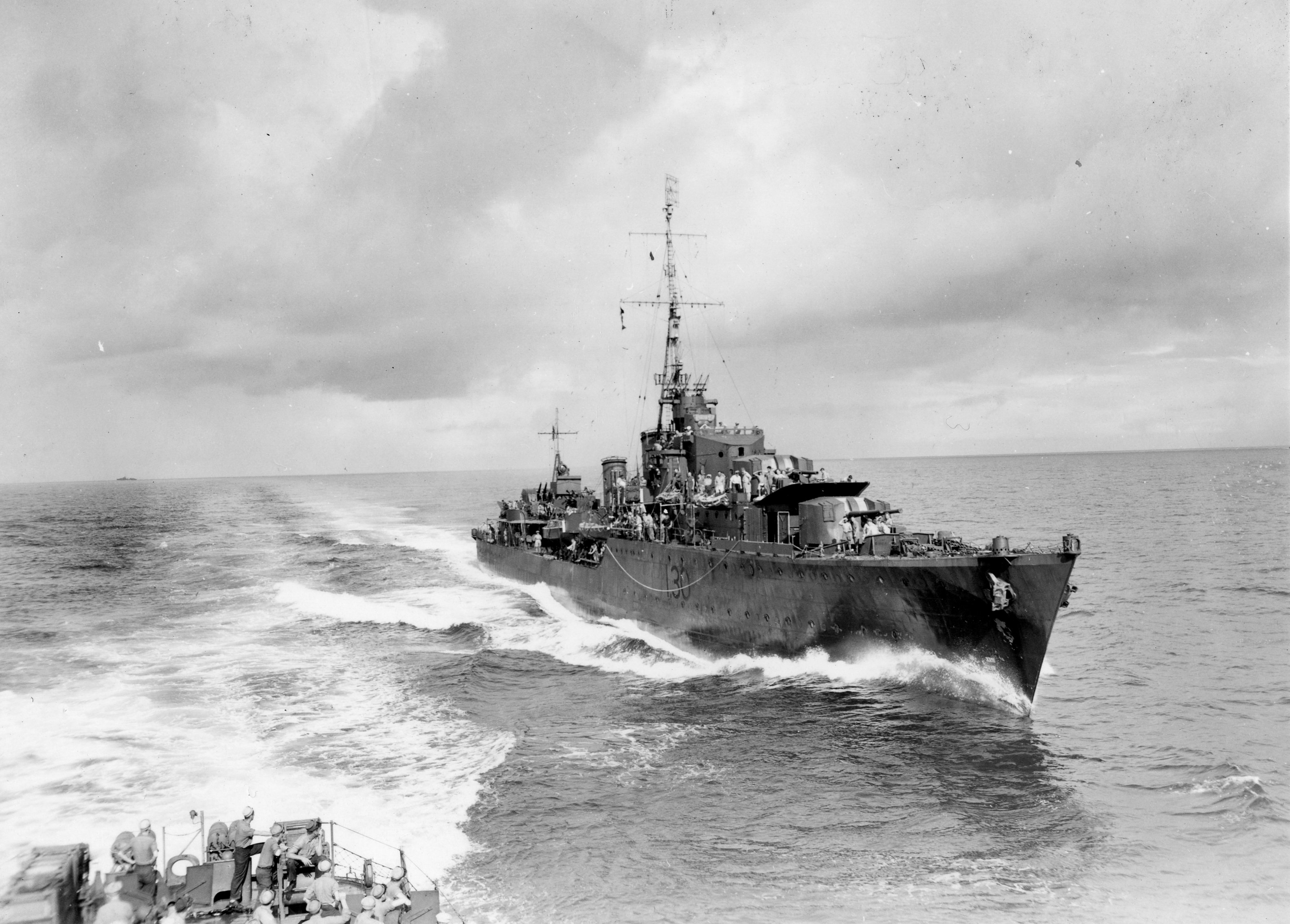
HMAS Arunta vào tháng 7 năm 1943

Vào cuối tháng 11, Arunta bắn phá vào các kho đạn dược của quân Nhật tại New Guinea trước khi hỗ trợ cho các cuộc đổ bộ lên Arawe, Cape Gloucester và Saidor trong tháng 12 năm 1943 và tháng 1 năm 1944. Sang tháng 3, chiếc tàu khu trục vận chuyển Trung đoàn 7 Kỵ binh Hoa Kỳ đến quần đảo Admiralty trước khi hỗ trợ cho cuộc đổ bộ của họ lên cảng Hayne. Từ tháng 4 đến tháng 9, nó bắn pháo hỗ trợ cho các cuộc đổ bộ lên Hollandia, Wakde (nơi nó bắt được một binh lính Nhật), Biak, Noemfoor, mũi Sansapor và Morotai. Vào ngày 13 tháng 10, nó nằm trong thành phần hạm đội Đồng Minh hướng đến vịnh Leyte thuộc Philippines, và được phối thuộc vào lực lượng phục kích hạm đội Nhật Bản phía Nam vào ngày 25 tháng 10, vốn đã đưa đến Trận chiến eo biển Surigao. Sang tháng 1 năm 1945, nó hỗ trợ cho cuộc đổ bộ vịnh Lingayen, nơi một cú đâm suýt trúng của máy bay cảm tử kamikaze đã làm thiệt mạng hai thủy thủ. Từ ngày 13 đến ngày 15 tháng 2, nó cùng tàu chị em Warramunga khởi hành từ vịnh Lingayen đi đến một điểm cách 300 dặm (480 km) về phía Tây Manila nhằm chuẩn bị cứu vớt các phi công Hoa Kỳ có thể bị bắn rơi khi tấn công hai thiết giáp hạm cùng các tàu hộ tống cho chúng đang thực hiện Chiến dịch Kita, cuộc rút lui từ Singapore về Nhật Bản. Tuy nhiên điều này tỏ ra vô ích; do cuộc tấn công bị trở ngại do thời tiết xấu.
Sau một đợt tái trang bị vào tháng 3-tháng 4, Arunta đã hỗ trợ cho Sư đoàn 6 Australia trong cuộc đổ bộ lên Wewak vào ngày 10-11 tháng 5, rồi tiếp tục bắn phá bờ biển hỗ trợ cho cuộc đổ bộ lên vịnh Brunei của sư đoàn này vào ngày 10 tháng 6. Đến cuối tháng 6, nó bắn phá các vị trí của đối phương tại Luton và Balikpapan, hoạt động sau này là nhằm chuẩn bị cho cuộc đổ bộ của Đồng Minh vào ngày 1 tháng 7. Arunta sau đó quay trở lại Sydney cho một đợt tái trang bị tại Cockatoo Island, và vẫn đang ở trong ụ tàu khi Thế Chiến II kết thúc.
Do thành tích phục vụ trong Chiến tranh Thế giới thứ hai, Arunta được tặng thưởng năm danh hiệu Vinh dự Chiến trận. Con tàu từng được tặng thưởng một Vinh dự Chiến trận khác cho "Chiến dịch Guadalcanal 1942", nhưng sau đó bị rút lại do không đủ tiêu chuẩn. Arunta hoạt động cùng các lực lượng đặc nhiệm của Đệ Thất hạm đội Hoa Kỳ trong hầu hết thời gian trong chiến tranh; và là một trong số các tàu chiến Hải quân Hoàng gia Australia nổi tiếng nhất đối với các lực lượng Hoa Kỳ.

### Sau chiến tranh
Sau khi hoàn tất việc tái trang bị vào tháng 10 năm 1945, Arunta được gửi đến Nhật Bản để phục vụ cùng Hạm đội Thái Bình Dương Anh Quốc trong thành phần Lực lượng Chiếm đóng khối Thịnh vượng chung Anh. Nó ở lại vùng biển Nhật Bản cho đến tháng 3 năm 1946, và quay trở lại đây vào giữa tháng 12 sau một hành trình đi qua Papua New Guinea và Philippines cho một đợt bố trí thứ hai cùng Hạm đội Thái Bình Dương, vốn kéo dài cho đến đầu tháng 4 năm 1947. Vào tháng 6 năm 1948, nó viếng thăm nhiều đảo thuộc quần đảo Melanesia. Vào cuối năm 1949, chiếc tàu khu trục chuẩn bị cho một đợt hiện đại hóa vốn bắt đầu vào năm 1950. Việc tái trang bị bao gồm nâng cấp hay thay thế nhiều hệ thống vũ khí và cảm biến của con tàu. Cho dù công việc nâng cấp được dự định sẽ thực hiện trong vòng sáu tháng, công việc đã mất tổng cộng đến hai năm, khi một số thiết bị nâng cấp cho nó đã tỏ ra lạc hậu.

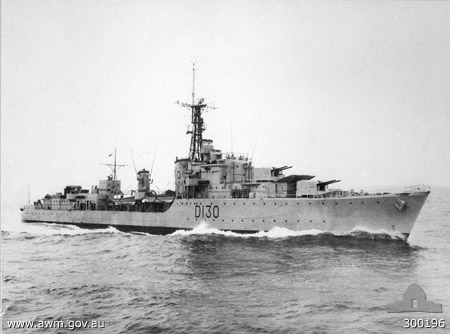
Arunta vào tháng 11 năm 1952, ít lâu sau khi đưa vào hoạt động trở lại

Vào ngày 11 tháng 11 năm 1952, Arunta được xếp lại lớp như một tàu khu trục chống tàu ngầm, và được đưa vào hoạt động trở lại. Nó trải qua trọn năm 1953 tại vùng biển Australia, và vào tháng 1 năm 1954 đã lên đường đi sang Triều Tiên để hỗ trợ lực lượng Liên Hợp Quốc trong việc thực thi thỏa thuận đình chiến vào tháng 6 năm 1953 vốn đã giúp kết thúc cuộc Chiến tranh Triều Tiên. Arunta quay trở về Australia vào tháng 8, và ở lại đây cho đến tháng 5 năm 1955, khi nó tham gia một hải đội hỗn hợp Hải quân Hoàng gia Australia và Hải quân Hoàng gia New Zealand, đi đến Malaya để thực hành cùng Hạm đội Thái Bình Dương Anh Quốc. Thay vì quay trở về nhà vào cuối tháng 6, Arunta và Warramunga được tái trang bị tại Singapore trước khi trở thành những tàu chiến Australia đầu tiên phục vụ cùng lực lượng Dự bị Chiến lược Viễn Đông, và hoạt động cho đến tháng 12. Arunta được bố trí đến phía Bắc Australia cho một chuyến đi vào tháng 3 và tháng 4 năm 1956, viếng thăm đảo Norfolk và quần đảo Pitcairn vào tháng 6 trước khi về đến Sydney vào ngày 14 tháng 6, chuẩn bị để được cho ngừng hoạt động.
Arunta được đưa về lực lượng dự bị vào ngày 21 tháng 12 năm 1956. Trong suốt quãng đời hoạt động, nó đã di chuyển tổng cộng 357.273 hải lý (661.670 km; 411.142 mi). Chiếc tàu khu trục được giữ lại cho đến ngày 1 tháng 11 năm 1968, khi nó được bán cho hãng China Steel Corporation tại Đài Bắc để tháo dỡ. Arunta được chiếc tàu kéo Nhật Bản Tokyo Maru kéo đi vào ngày 12 tháng 2 năm 1969. Đến ngày 13 tháng 2, con tàu bắt đầu bị tràn nước; và bất chấp các nỗ lực để ngăn ngập nước, người ta xác định việc cứu hộ không đem lại hiệu quả. Arunta được để cho lật úp và đắm ngoài khơi vịnh Broken, ở tọa độ 33°50′N 151°19′Đ / 33,833°N 151,317°Đ.